# Egipatski guvernerati
Egipat se dijeli na 27 guvernerata (arapski: muhafazat, jednina - muhafazah). Poredani abecedno po preslovljenom arapskom imenu, to su:
1. Ad Daqahliyah (Guvernerat Dakahleya) الدقهلية
2. Al Bahr al Ahmar (Crvenomorski guvernerat) البحر الأحمر
3. Beheira (Guvernerat Beheira) البحيرة
4. Al Fayyum (Guvernerat Fayum) الفيوم
5. Al Gharbiyah (Guvernerat Gharbeya) الغربية
6. Al Iskandariyah (Aleksandrijski guvernerat) الإسكندرية
7. Al Isma'iliyah (Ismailijski guvernerat) الإسماعيلية
8. Al Jizah (Guvernerat Giza, Gizeh) الجيزة
9. Al Minufiyah (Guvernerat Menufeya) المنوفية
10. Al Minya (Guvernerat Minya) المنيا
11. Al Qahirah (Kairski guvernerat) القاهرة
12. Al Qalyubiyah (Guvernerat Kalyubeya) القليوبية
13. Al Uqsur (Luksorski guvernerat) الأقصر
14. Al Wadi al Jadid (Guvernerat Nova Dolina) الوادي الجديد
15. Ash Sharqiyah (Guvernerat Sharkeya) الشرقية
16. As Suways (Sueski guvernerat) السويس
17. Aswan (Asuanski guvernerat) أسوان
18. Asyut (Guvernerat Asyut) أسيوط
19. Bani Suwayf (Guvernerat Beni Suef) بني سويف
20. Bur Sa'id (Port Saïdski guvernerat) پورسعيد
21. Dimyat (Guvernerat Damietta) دمياط
22. Južni Sinaj (Guvernerat Južni Sinaj) جنوب سيناء
23. Kafr ash Shaykh (Guvernerat Kafr el Sheikh) كفر الشيخ
24. Matruh (Guvernerat Matruh) مطروح
25. Qina (Guvernerat Qina) قنا
26. Sjeverni Sinaj شمال سيناء
27. Suhaj (Guvernerat Sohag) سوهاج

Većina guvernerata je gustoće naseljenosti manje od tisuće ljudi po četvornom kilometru, a tri najveća guvernerata su gustoće manje od 2 čovjeka po četvornom kilometru.

## Vanjske poveznice
- Population and area data
- Zemljovid